# Белл, Александр (логопед)
Александр Белл (англ. Alexander Bell; 1790—1865) — шотландский актёр, преподаватель красноречия и логопед, дед изобретателя телефона Александра Белла.

## Биография
Дед изобретателя телефона, которого тоже звали Александр Белл, родился в 1790 году в Эдинбурге, в Шотландии. Свою карьеру он начал в качестве башмачника.
В 1814 году он женился на Элизабет Колвилль (Elizabet Colville) и решил сменить профессию. Возможно, на это решение повлиял его тесть, который был очень предприимчивым человеком: он и плотничал, и изготавливал волынки, и даже занимался врачебной практикой. Александр стал актёром и играл роли комических персонажей, но большую популярность ему принесли роли шотландских горцев. Театральные обзоры того времени с восторгом отзывались о его выступлении в пьесе «Роб Рой».
Помимо игры в театре, он вместе с женой содержал таверну, а в театре Александру ещё приходилось быть суфлером. В 1817 у него родился сын Дэвид, в 1819 году родился сын Мелвилл, в 1822 году родилась дочь Элизабет. Семейство Александра Белла росло, и ему уже не хватало средств на ее содержание.
В 1822 году глава семьи решил переехать в Сэнт-Эндрюс, где Александр стал давать уроки красноречия. Там он даже стал учителем в местной школе (St. Andrews Grammar School). Местные жители считали, что у столичного жителя и джентльмена есть чему поучиться.
В 1826 году Александр переехал в Данди. Там его жена Элизабет завела роман с ректором местной академии (Dundee Academy), и супружеская неверность стала известной всему городу. В 1831 году Александр развелся со своей женой и потерял почти все имущество в судебных процессах. Когда он переехал в Лондон, ему пришлось начинать свою карьеру с нуля.
В 1836 году Александр Белл выпустил книгу «Заикание и другие нарушения речи» («Stammering and Other Impediments of Speech») и некоторые газеты стали его называть Профессором Красноречия («Professor of Elocution»).
Его старший сын Дэвид поселился в Дублине, и стал преподавать там искусство красноречия и исправлять дефекты речи. Его средний сын Мелвилл открыл свою практику в Эдинбурге, и даже стал читать лекции в Эдинбургском университете. В семье Мелвилла родился Александр Грейам Белл, будущий изобретатель телефона. После окончания учёбы в школе он отправился в Лондон, чтобы научиться у деда ремеслу преподавателя красноречия.
Александр Белл умер в 1865 году.